# Obá do Benim

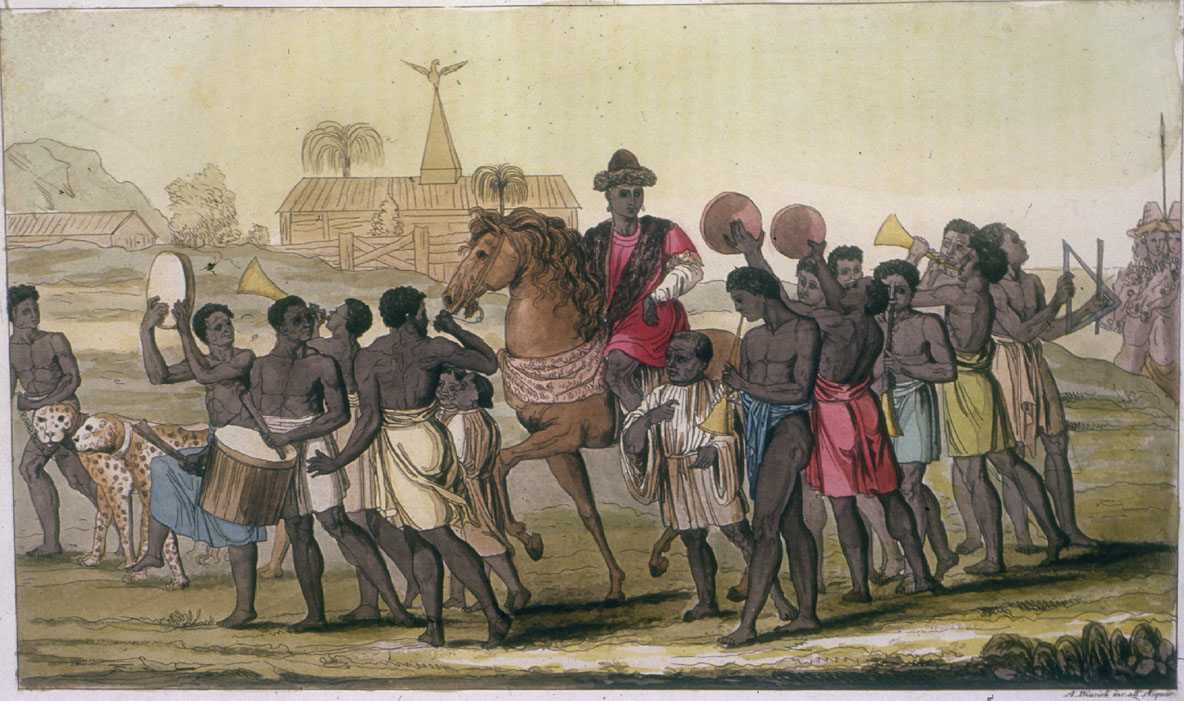
Um obá do Benim do século XVII

O obá do Benim é atualmente o chefe tradicional do povo edo e historicamente foi o obá (rei) do Império do Benim, também chamado Império Edo, com a capital na Cidade do Benim (na atual Nigéria), de 1180 até 1897. O antigo território dos edos está atualmente integrado na Nigéria e portanto não corresponde à atual República do Benim.

## Fim do Império do Benim

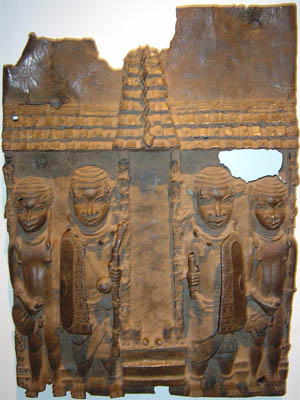
Placa de bronze do século XVI que representam a entrada para o Palácio do obá do Benim. Foto tirada no Museu Britânico de Londres

Em 1897, a Expedição punitiva Britânica saqueou a Cidade de Benim tomou controle da área exilou o obá Ovonramwen, que morreu no exílio em Calabar em 1914. Segundo a tradição oral, a primeira dinastia ou Império do Benim, foi o Oggi-Suo ou dinastia Ogiso. A segunda dinastia 'obá' foi fundada por Oraniã, um príncipe do Reino de Ifé dos iorubás nos dias atuais Nigéria. O filho dele, Eweka I tornou-se o primeiro obá. O atual e 40º obá, Euarê II, foi coroado Obá do Benim a 20 de Outubro de 2016.
Durante o reinado do obá Odudua como alafim de Oió, Eweka tornou-se o obá em Ile Ibinu. obá Ewedo, um antepassado do obá Euacá I, mudou o nome da cidade de Ile Ibinu para Ubini, que o português, na sua própria língua, o corrompeu ao Benim ou Bini. Em 1440, Euarê, também conhecido como 'O Grande Euarê' chegou ao poder e transformou a cidade-estado em um império. Por volta de 1470, ele nomeou o novo estado Edo.
Durante os séculos XIV e XV, o poder do obá do Benim estava no seu apogeu e diferentes monarcas da dinastia controlavam significativas extensões de terra na África. Durante esta época, requintada arte de bronze naturalista foi criada para valorizar e encarnar o poder do obá. A arte muitas vezes representava os antepassados para estabelecer a legitimidade. Formalmente, só se permitiu que obás do Benim possuíssem as famosas cabeças de bronze do Benim.

## Lista dos obás do Império do Benim (1180-presente)

### Pré-Império - Obás do Benim (1180-1440)
- Eweka I (1180–1246)
- Uwuakhuahen (1246–1250)
- Henmihen (1250–1260)
- Ewedo (1260–1274)
- Oguola (1274–1287)
- Edoni (1287–1292)
- Udagbedo (1292–1329)
- Ohen (1329–1366)
- Egbeka (1366–1397)
- Orobiru (1397–1434)
- Uwaifiokun (1434–1440)

### Obás do Império do Benim (1440-1897)
- Euarê the Great (1440–1473)
- Ezoti (1473–1475)
- Olua (1475–1480)
- Ozolua (1480–1504)
- Esigie (1504–1547)
- Orhogbua (1547–1580)
- Ehengbuda (1580–1602)
- Ohuan (1602–1656)
- Ohenzae (1656–1661)
- Akenzae (1661–1669)
- Akengboi (1669–1675)
- Akenkbaye (1675–1684)
- Akengbedo (1684–1689)
- Ore-Oghene (1689–1701)
- Ewuakpe (1701–1712)
- Ozuere (1712–1713)
- Akenzua I (1713–1740)
- Eresoyen (1740–1750)
- Akengbuda (1750–1804)
- obánosa (1804–1816)
- Ogbebo (1816)
- Osemwende (1816–1848)
- Adolo (1848–1888)
- Ovonramwen Nogbaisi (1888–1914) (exilado no  Calabar pelo Império britânico em 1897)

### Pós-Império - Obás do Benim (1914-Presente)
- Eweka II (1914–1933)
- Akenzua II (1933–1978)
- Erediauwa I (1979–2016)
- Euarê II coroado a 20 de Outubro de 2016[2]